# Mik og Mak
 Mik og Mak  er Mickey Mouse to nevøer i tegneserierne, de hed oprindelig Mak og Muk i de første årgange af Anders And & Co. Deres skaber var Floyd Gottfredson, der tegnede de korte striber med Mickey i 1930'erne. Her kommer de på besøg den 18. september 1932 hos Mickey og bliver hentet igen af deres mor 6. november samme år.
I de tidlige Anders And-striber af Al Taliaferro optrådte de desuden som bifigurer til anden, før hans egne tre nevøer dukkede op. Her var de meget uvorne, men Anders lod dem ikke noget efter. 
Siden har de fået fast bopæl hos deres onkel Mickey. De er hos Paul Murry blevet to lidt vanskelige, men ikke egentlig onde drenge, som Mickey gør alt for at opdrage bedst muligt. Der er en vis tradition i Disney-serier for, at børnene er de kloge, der ofte må redde de voksne ud af kniben. Sådan er det ikke med Mik og Mak, her er rollen klar nok: børnene må opdrages og retledes, Mickey har den tunge opgave. Der er dog serier, hvor Mickey kvajer sig og hans to nevøer må redde ham, men de kan tælles på en hånd.